# 周韻
周韵（1978年12月17日—），本名周吴影、周斯拉，浙江温州人，中國电影女演员。毕业于中央戏剧学院2000级表演系，曾出演电影《刺客聶隱娘》、《让子弹飞》、《太阳照常升起》、《桃花灿烂》、《张爱玲》和电视剧《金婚2》、《你是苹果我是梨》、《月上海》和《西藏警察》等。2005年，周韵与姜文结婚，婚后育有两子。

## 作品

### 电影
- 2003年《桃花灿烂》饰 星子
- 2003年《张爱玲》饰 张爱玲
- 2003年《天地英雄》饰 觉慧和尚
- 2007年《太阳照常升起》饰 疯妈
- 2009年《十月圍城》饰 阿純
- 2010年《让子弹飞》饰 花姐
- 2014年《一步之遥》饰 武六
- 2015年《刺客聶隱娘》饰 田元氏
- 2018年《邪不压正》饰 关巧红
- 2025年《你行！你上！》（监制）

### 电视剧
- 2002年《走过幸福》饰 朱小北
- 2002年《各就各位》饰 柔柔
- 2003年《我的兄弟姐妹》饰 齐妙
- 2003年《西藏警察》饰 蔡蓝靖
- 2005年《你是苹果我是梨》饰 汤红
- 2005年《月上海》饰 任雨筝
- 2005年《爱上单眼皮的男生》饰 宋十一
- 2010年《金婚风雨情》饰 舒曼

## 獎項紀錄
| 年份 | 典禮類型                   | 獎項                             | 片名             | 結果 |
| ---- | -------------------------- | -------------------------------- | ---------------- | ---- |
| 2007 | 年度BQ紅人榜               | 年度藝術人                       | 《太陽照常升起》 | 獲獎 |
| 2010 | 年度BQ紅人榜               | 年度風尚人氣                     | 《金婚風雨情》   | 獲獎 |
| 2011 | 第1屆 亞洲彩虹獎電視頒獎禮 | 最佳女主角                       | 《金婚風雨情》   | 獲獎 |
| 2011 | 第15屆 全球華語榜中榜      | 亞洲影響力大典內地最佳電影女演員 | 《讓子彈飛》     | 獲獎 |
| 2016 | 第10屆 亞洲電影大獎        | 最佳女配角                       | 《刺客聶隱娘》   | 獲獎 |
| 2018 | 第10屆 澳門國際電影節      | 最佳女主角                       | 《邪不壓正》     | 提名 |